# Dwergroest
De dwergroest (Puccinia hordei) is een plantenparasitaire schimmel, die behoort tot de familie Pucciniaceae en vrijwel uitsluitend gerst en een aantal grassoorten aantast.
Er is een generatieve fase met spermogonia en aecidia op vogelmelk en een vegetatieve fase met uredinia, telia en basidieën op gerst en een aantal grassoorten, zoals gestreepte witbol, gladde witbol en trosdravik.
De dwergroest vormt op gerst oranje-bruine urediniën, die verspreid op het blad voorkomen. De uredinia hebben meestal een lichtere rand. De dwergroest kan zich in warme en vochtige zomers snel in een gewas uitbreiden door meerdere reproductiecycli met uredosporen. Vlak voor het afsterven van de plant of plantendelen worden aan de onderkant van het blad telia met teleutosporen gevormd. Bij wintergerst treedt al voor de winter infectie op vanuit geïnfecteerde opslagplanten.
Het mycelium van dwergroest groeit intercellulair, zoals alle Puccinia-soorten, en vormt haustoriën die het opslagweefsel van de waardplant binnendringen. De aan beide zijden van het blad groeiende spermogoniën zijn in het begin honingkleurig en verkleuren later bijna zwart. De doorzichtige spermatiën zijn 3–4 × 1,5–2 µm groot. De aecia zijn rond en hebben meerdere openingen. Ze vormen ronde tot ellipsoïde, doorzichtige aecidiosporen, die 18–30 × 18–30 µm groot zijn en bezet zijn met kleine wratten. De oranje-bruine tot roestbruine uredinia groeien aan de bovenkant van het blad. De ronde tot ellipsoïde uredosporen zijn 20–30 × 17–22 µm groot en bezet met stekelvormige wratten. De puntvormige telia zijn klein en zwart en blijven bedekt door de epidermis. De bruine, kort gesteelde teleutosporen zijn overwegend eencellig, maar ook tweecellige komen voor, en 24–73 × 40–60 µm groot.

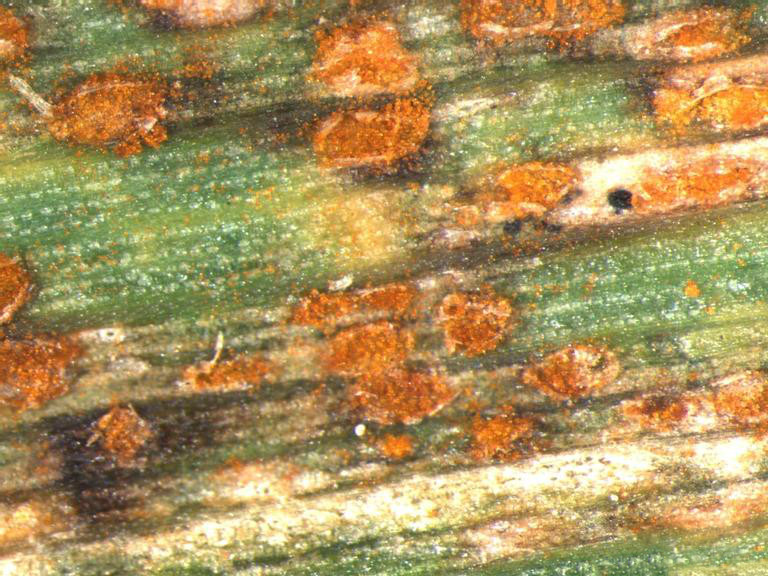
Uredinia
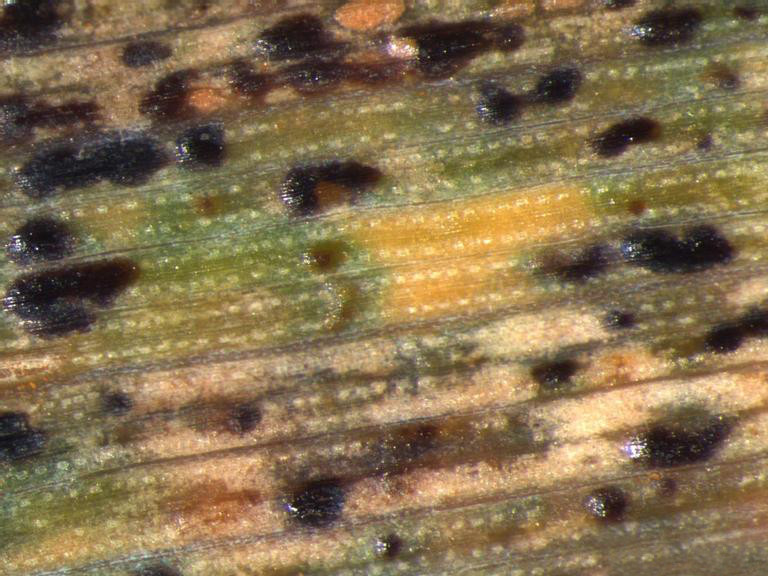
Telia
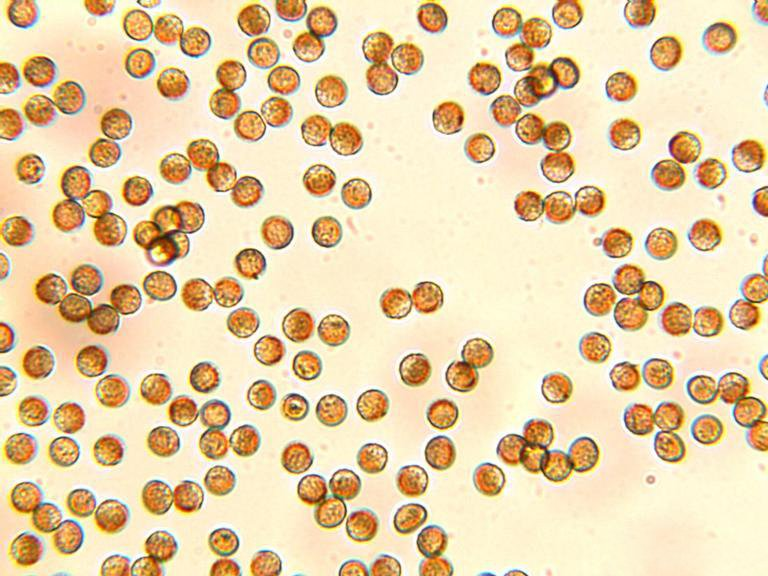
Aecidiosporen